# Meyenia hawtayneana
Meyenia hawtayneana är en akantusväxtart som beskrevs av Christian Gottfried Daniel Nees von Esenbeck. Meyenia hawtayneana ingår i släktet Meyenia och familjen akantusväxter. Inga underarter finns listade i Catalogue of Life.